# Montagu Stopford
Pour les articles homonymes, voir Stopford.
 Montagu Stopford  était un lieutenant-général britannique né le 16 novembre 1892 à Londres et mort le 10 mars 1971 à Chipping Norton Oxfordshire Royaume-Uni.   

## Biographie
Il est né le 16 novembre 1892 à Hanover Square à Londres. Il est le fils du colonel Sir Lionel Stopford et de l'arrière-petit-fils de James Stopford (3e comte de Courtown). Sa mère Mabel Georgina Emily est la fille de George Alexander Mackenzie. Il a fait ses études au Wellington Collège au Berkshire et au Royal Military College à Sandhurst. Il est nommé lieutenant le 20 septembre 1911. Il est affecté dans un régiment basé à Rawalpindi en Inde britannique. Il revient en Europe au déclenchement de la Première Guerre mondiale en août 1914.
Son bataillon arrive sur le Front de l'Ouest (Première Guerre mondiale) en novembre 1914. En 1915 il participe à la Bataille de Neuve-Chapelle. En juin 1916 il devient officier d'état-major dans la 56e division d'infanterie. Le 6 décembre 1916 comme capitaine il devint commandant de brigade dans la 56e division (1er London), il y reste jusqu'au 25 mars 1918. Il termina la guerre avec le grade de major.
Au début de la Seconde Guerre mondiale en septembre 1939 il commande la 17e brigade d'infanterie au sein de la 5e division d'infanterie. Elle arrive en France le 19 octobre 1939 avec le Corps expéditionnaire britannique. Le 9 mai 1940 la brigade combat vers Arras. La 5e division est déplacée vers Ypres. Le 26 au 28 mai 1940 la brigade subit une série d'attaques très lourdes et subissent de très lourdes pertes. Le 17e brigade se déplace vers Dunkerque et dans la nuit du 31 mai au 1er juin elle est évacuée vers l'Angleterre.
En 1943 il est envoyé en Inde britannique et rejoint le 18e corps d'armée britannique. Son corps participe à la Campagne de Birmanie et à l'Opérations en Birmanie 1944. En mars 1944 la 15e armée japonaise dirigée par le lieutenant-général Renya Mutaguchi, lance une offensive sur le front allié à Imphal. Il est le principal commandant lors de la Bataille de Kohima. Il est nommé au lieutenant général en avril 1945. Il participe à la reddition des troupes japonaises à Rangoun en septembre 1945. Le général Heitarō Kimura signe la capitulation des troupes japonaises dans la région.

## Distinctions
- Ordre du Bain
- Ordre du Service distingué